# Тапис (Риу-Гранди-ду-Сул)
Тапис (порт. Tapes) — муниципалитет в Бразилии, входит в штат Риу-Гранди-ду-Сул. Составная часть мезорегиона Агломерация Порту-Алегри. Входит в экономико-статистический микрорегион Камакан. Население составляет 17 704 человека на 2005 год. Занимает площадь 804,091 км². Плотность населения — 22,0 чел./км².

## История
Город основан 16 декабря 1857 года.

## Статистика
- Валовой внутренний продукт на 2003 составляет 131.051.899,00 реалов (данные: Бразильский институт географии и статистики).
- Валовой внутренний продукт на душу населения на 2003 составляет 7.621,96 реалов (данные: Бразильский институт географии и статистики).
- Индекс развития человеческого потенциала на 2000 составляет 0,780 (данные: Программа развития ООН)[1].

## География
Климат местности: субтропический. В соответствии с классификацией Кёппена, климат относится к категории Cfa.

## Галерея

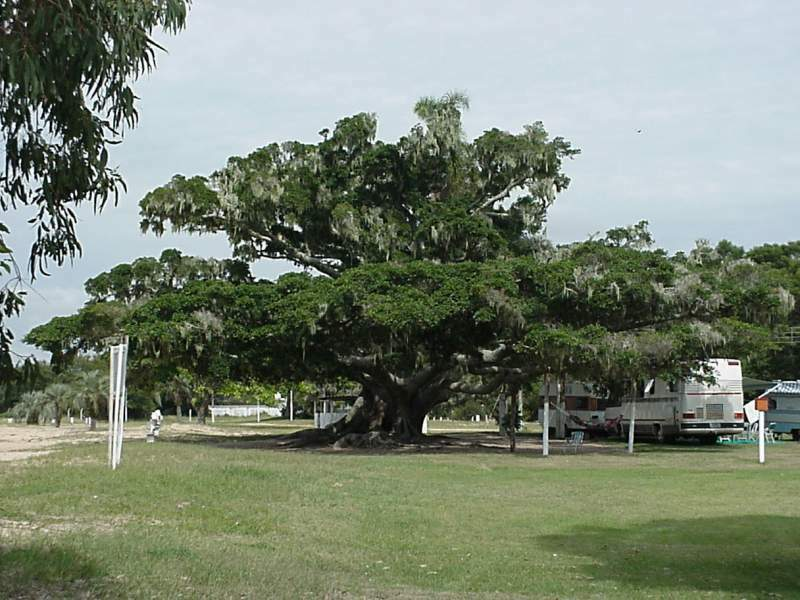
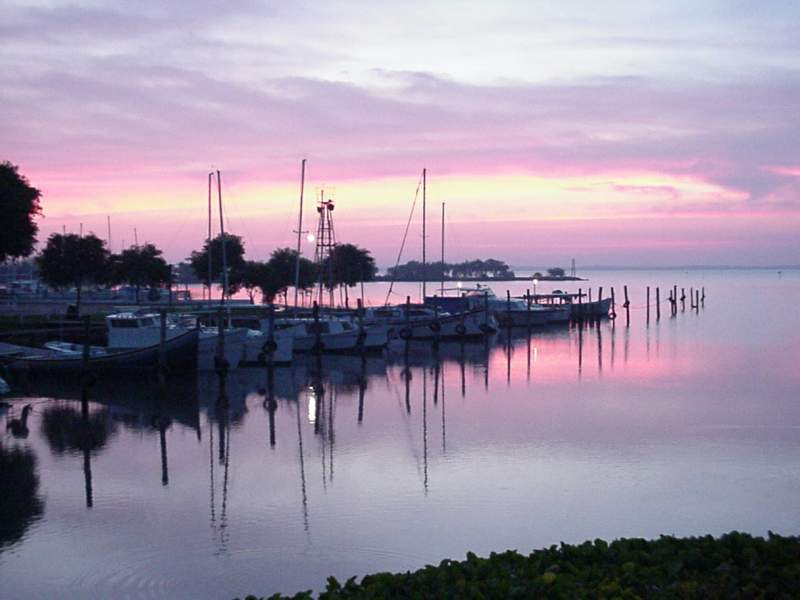
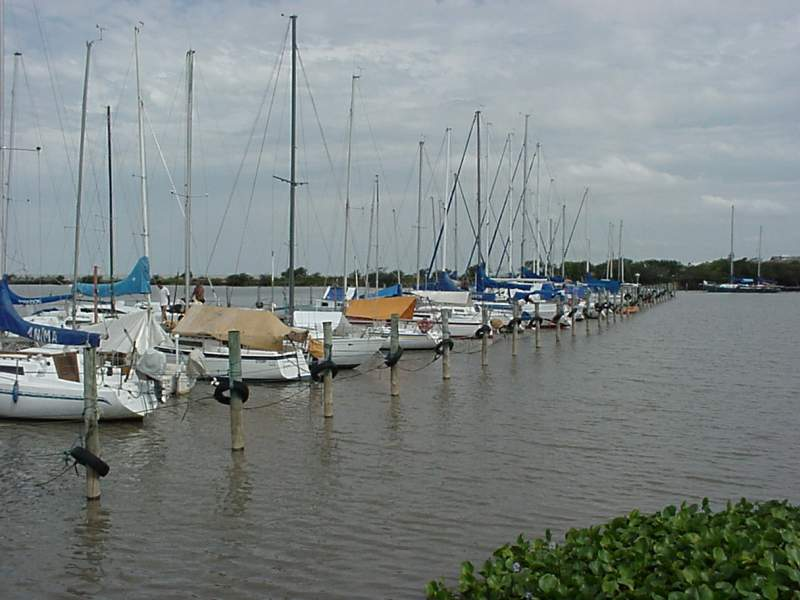